# Leptobyrsa
Leptobyrsa is een geslacht van wantsen uit de familie van de Tingidae (Netwantsen). Het geslacht werd voor het eerst wetenschappelijk beschreven door Carl Stål in 1873.

## Soorten
Het genus bevat de volgende soorten:

- Leptobyrsa ardua Drake, 1922
- Leptobyrsa baccharidis Drake & Hambleton, 1938
- Leptobyrsa bruchi Drake, 1928
- Leptobyrsa decora Drake, 1922
- Leptobyrsa mendocina Pennington, 1919
- Leptobyrsa pulchra Monte, 1940
- Leptobyrsa steini (Stål, 1858)
- Leptobyrsa tersa Drake & Hambleton, 1935